# Crypthelia ramosa
Crypthelia ramosa är en nässeldjursart som beskrevs av Sydney John Hickson och J.L. England 1905. Crypthelia ramosa ingår i släktet Crypthelia och familjen Stylasteridae. Inga underarter finns listade i Catalogue of Life.